# Zlata Medunová
Zlata Medunová (* 7. srpna 1934) je bývalá česká družstevnice, zemědělská dělnice a řidička, členka SSM a KSČ. Stala se roku 1950 absolventkou traktoristického kurzu, čímž se stala první vyškolenou ženou-traktoristkou v tehdy komunistickém Československu.

## Život

### Mládí

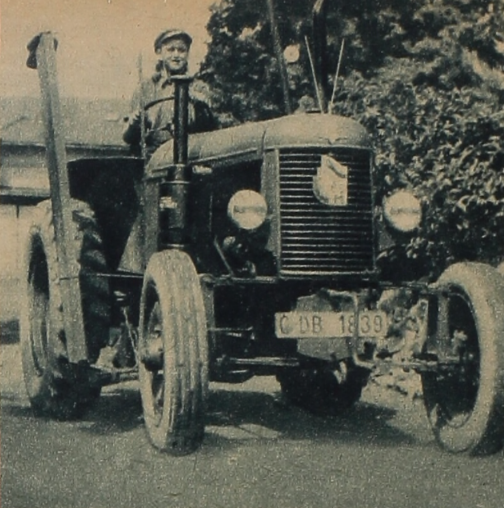
Medunová řídící traktor (časopis Vlasta, 1951)

Narodila se roku 1934. Vyrůstala v sirotčinci, v mladistvém věku pak pracovala v zemědělství v Moravči u Pelhřimova. Posléze se šla učit cukrářkou, následně se však, jako první žena v ČSR, přihlásila na traktoristický kurz. Kvůli tomu byla podle svých vzpomínek terčem ústrků či kritiky ze strany svých mužských kolegů. Kurz absolvovala roku 1950, následně nastoupila do zaměstnání ve Strojní a traktorové stanici v Dobrušce. Vstoupila do KSČ. Tehdejší komunistická hospodářská politika, opírající se rovněž o prosazování většího zastoupení žen v dělnických profesích podle vzoru Sovětského svazu, osobnost Medunové v době dokončení kurzu hojně vytěžovala a informovala o jejím prvenství skrze vícero státem ovládaných periodik. Rovněž roku 1951 vyšla kniha vzpomínek Medunové Traktoristka, kde autorka vypráví peripetie své cesty stát se traktoristkou.

## Dílo
- Traktoristka (1951, Krajské nakladatelství Hradec Králové)